# Dipartimento di Lago Argentino
Lago Argentino è un dipartimento collocato a ovest della provincia argentina di Santa Cruz, con capoluogo El Calafate.

## Geografia fisica
Confina a nord con la dipartimento di Río Chico, a est con il dipartimento di Corpen Aike, a sud con il dipartimento di Güer Aike e a ovest con il Cile. Esso prende il nome dal lago omonimo situato nel dipartimento, ove si trova pure il ghiacciaio Perito Moreno, nel parco nazionale di Los Glaciares.

## Società

### Evoluzione demografica
Secondo il censimento del 2010, su un territorio di 37.292 km², la popolazione ammontava a 18.864 abitanti, con un aumento del 151% rispetto al censimento del 2001.
Abitanti censiti

## Amministrazione
Il dipartimento è suddiviso in:
- 1 comune (municipio in spagnolo)
  - El Calafate
- 1 comisión de fomento
  - El Chaltén